# Melanargia
Melanargia är ett släkte av fjärilar som beskrevs av Johann Wilhelm Meigen 1828. Melanargia ingår i familjen praktfjärilar.

## Bildgalleri

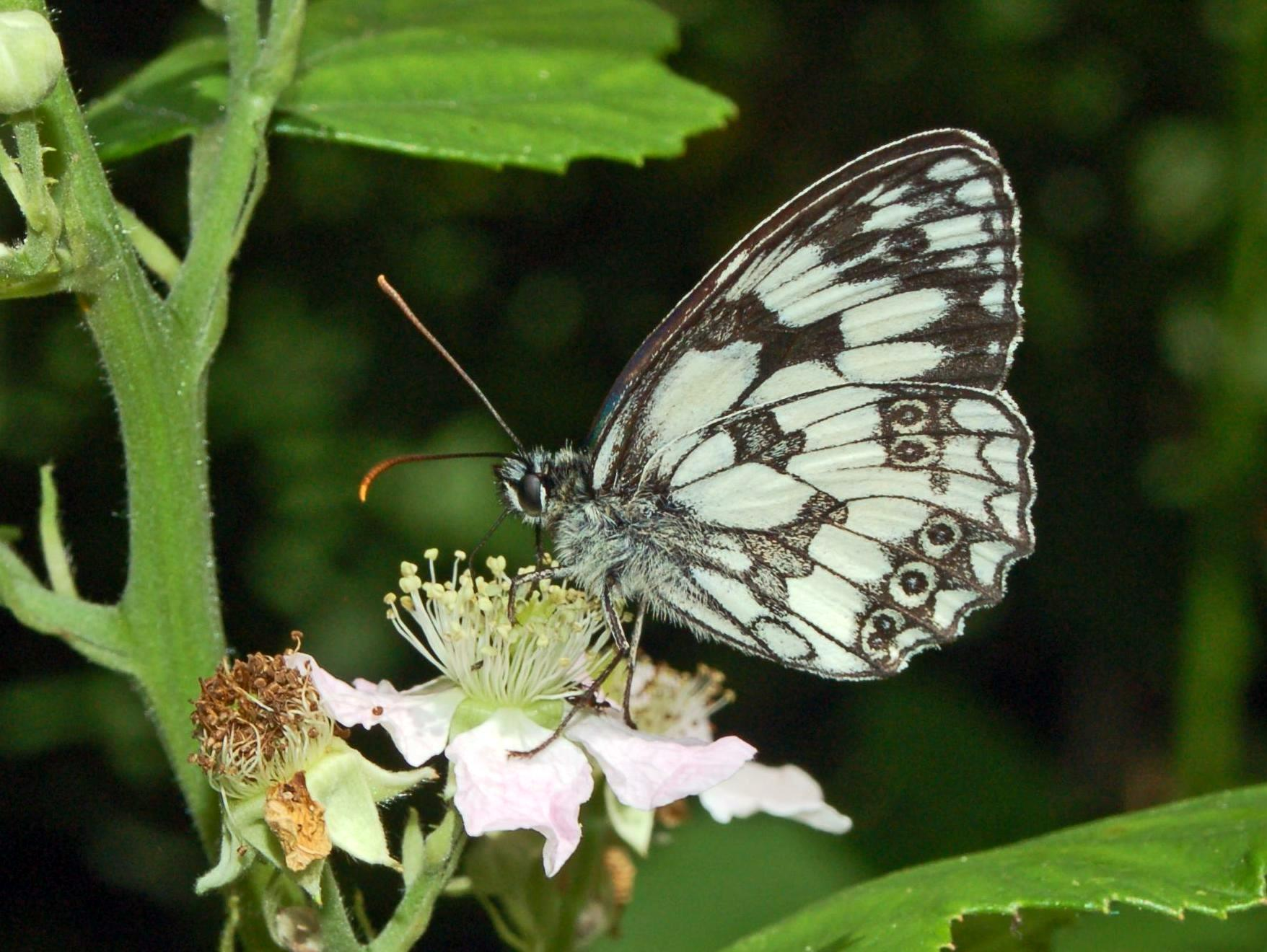
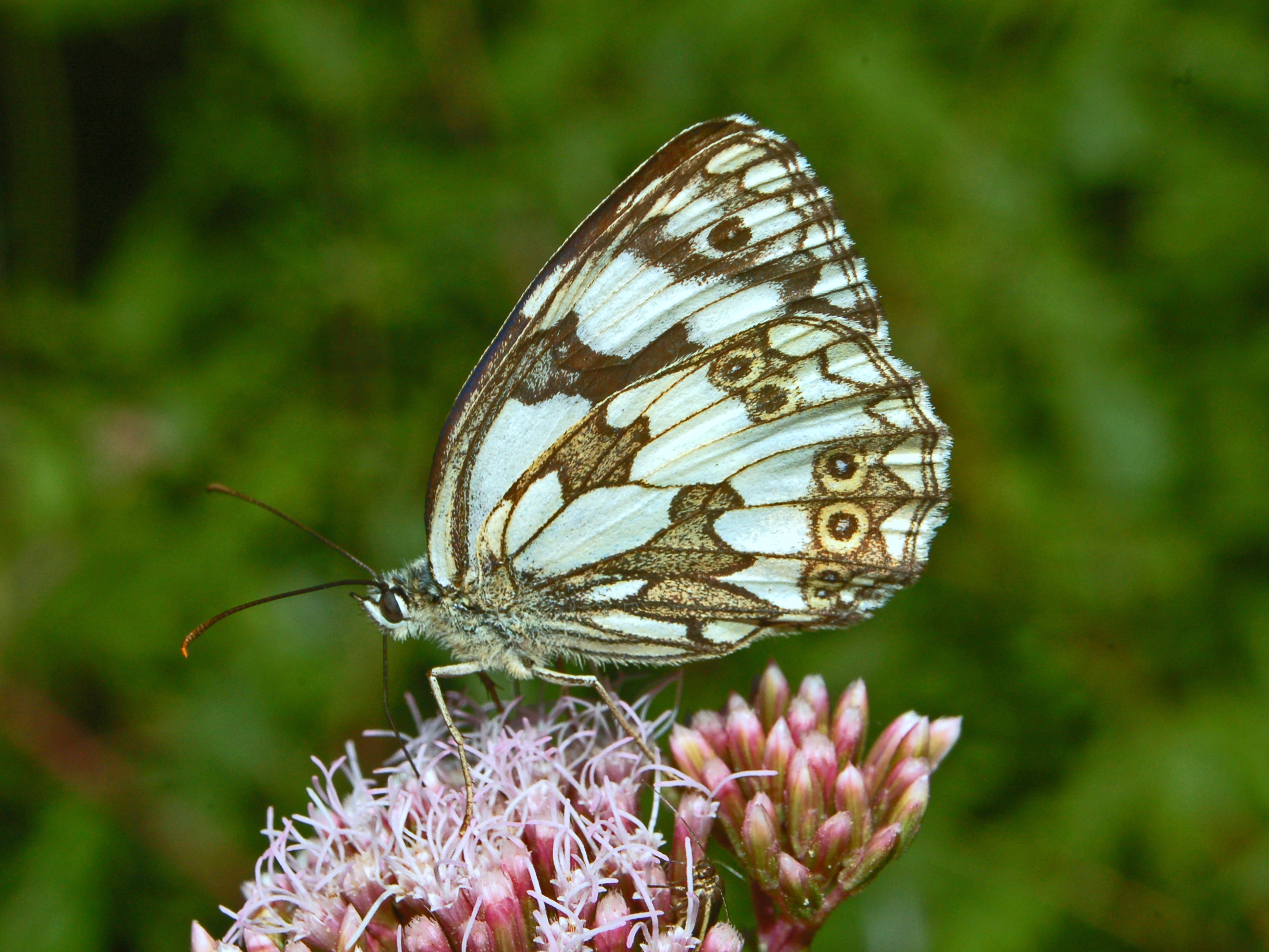
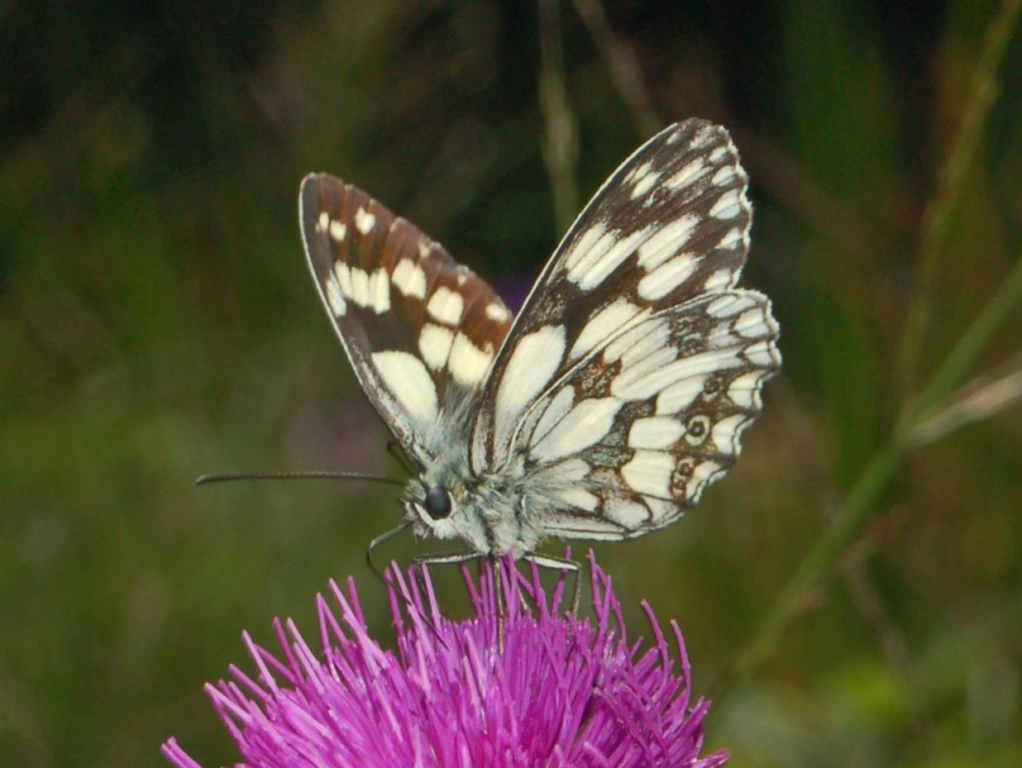
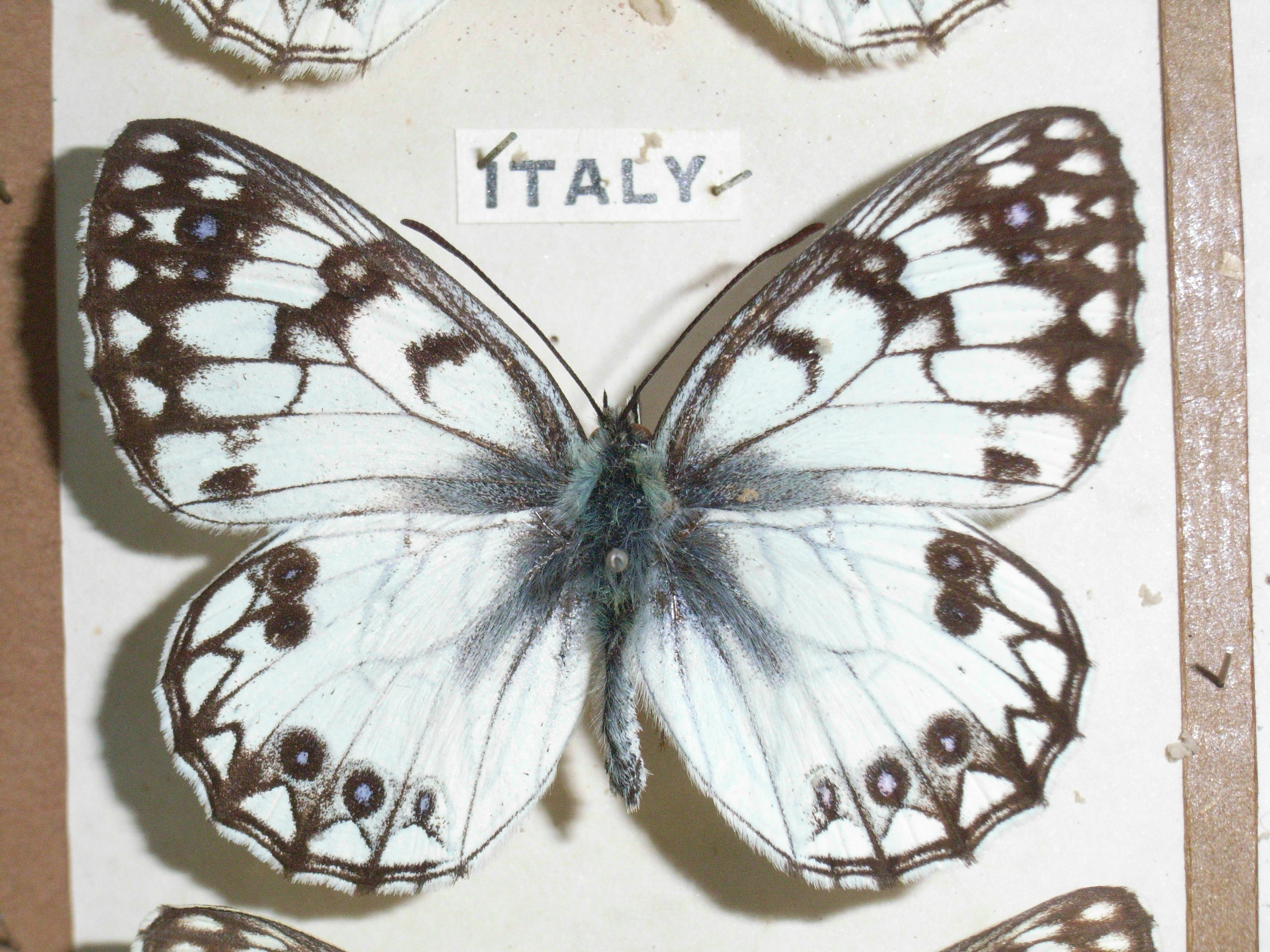
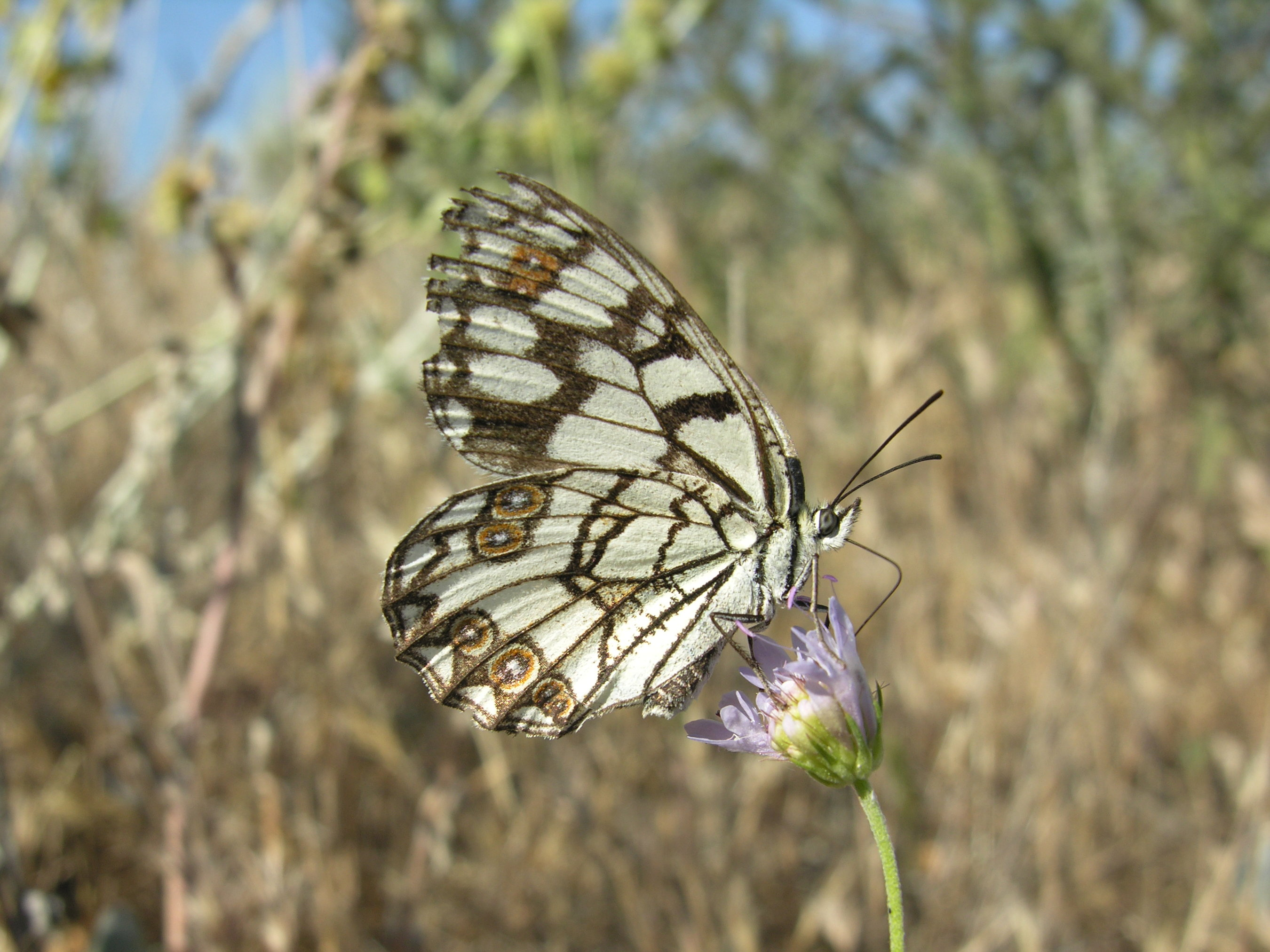
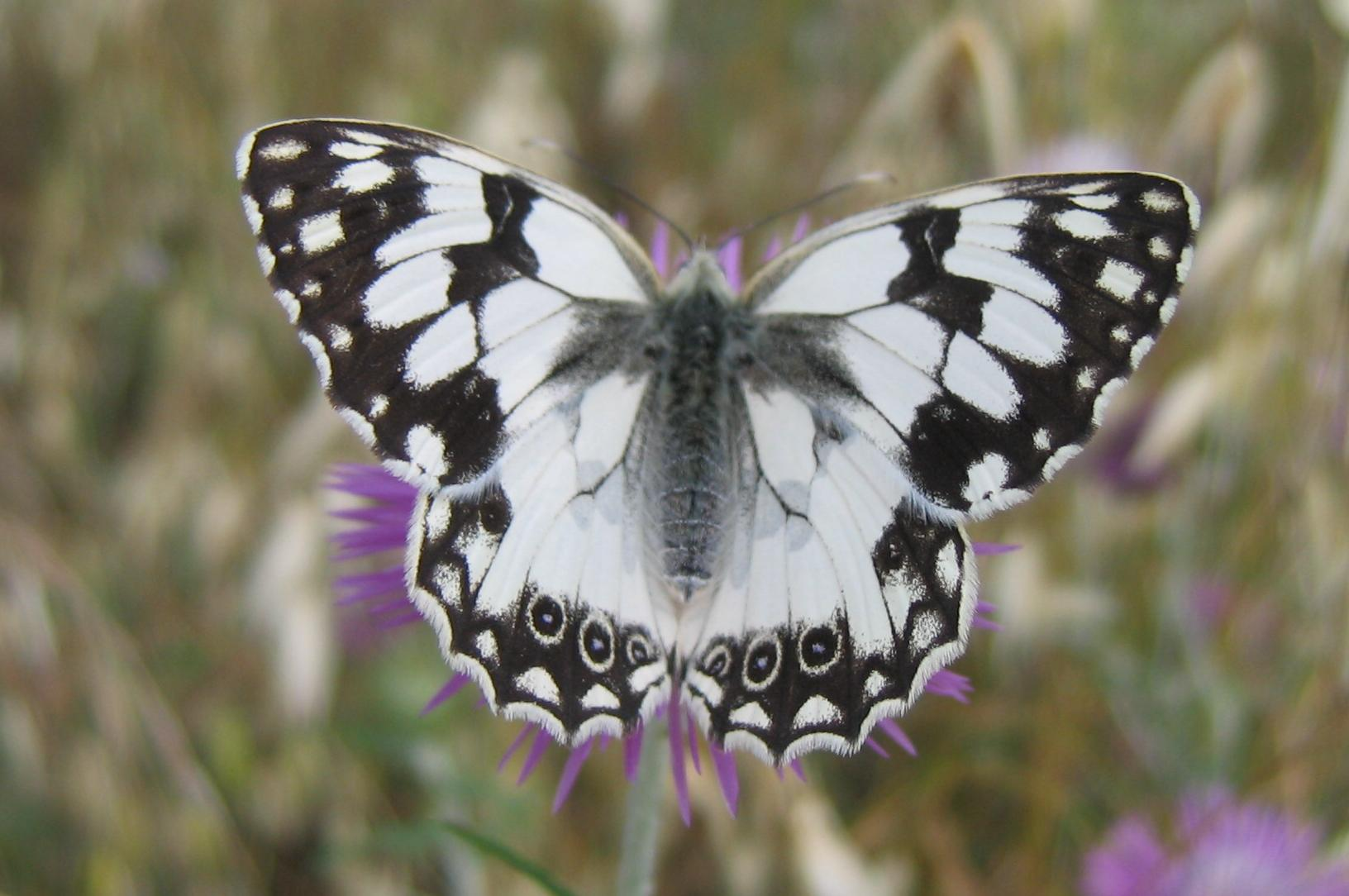

## Dottertaxa tillMelanargia, i alfabetisk ordning[1][2]
- Melanargia addenda
- Melanargia adriana
- Melanargia adriatica
- Melanargia ahyoni
- Melanargia akis
- Melanargia albibasa
- Melanargia alta
- Melanargia amarginata
- Melanargia amphitrite
- Melanargia ampliusangulata
- Melanargia annae
- Melanargia anophthalma
- Melanargia anticoma
- Melanargia antioxora
- Melanargia anulata
- Melanargia aperta
- Melanargia apicalis
- Melanargia apicinigra
- Melanargia aragonensis
- Melanargia arceti
- Melanargia arge
- Melanargia argerussiae
- Melanargia arogna
- Melanargia astanda
- Melanargia atropos
- Melanargia atthis
- Melanargia auricoma
- Melanargia barcinonaria
- Melanargia basilineola
- Melanargia beicki
- Melanargia bicuneata
- Melanargia bioculata
- Melanargia bisoculata
- Melanargia boisduvaliana
- Melanargia brunissime
- Melanargia brunneocosta
- Melanargia bugacensis
- Melanargia caeca
- Melanargia calabra
- Melanargia calabraprocida
- Melanargia caniguleusis
- Melanargia carolina
- Melanargia caronae
- Melanargia catalana
- Melanargia cataleuca
- Melanargia catalonica
- Melanargia caucasica
- Melanargia caussica
- Melanargia centralis
- Melanargia chlorinda
- Melanargia chloris
- Melanargia citrana
- Melanargia citrina
- Melanargia claratropos
- Melanargia clarens
- Melanargia cleanthe
- Melanargia clotho
- Melanargia cocuzzana
- Melanargia coeca
- Melanargia collossea
- Melanargia completa
- Melanargia completissima
- Melanargia convena
- Melanargia coreana
- Melanargia corimede
- Melanargia coxii
- Melanargia craskei
- Melanargia crasseantelimbata
- Melanargia cyclops
- Melanargia darceti
- Melanargia decemocellata
- Melanargia deficiens
- Melanargia delimbata
- Melanargia depuncta
- Melanargia deubeli
- Melanargia diffusa
- Melanargia discinigra
- Melanargia disjuncta
- Melanargia dissiuncta
- Melanargia donsa
- Melanargia doris
- Melanargia duplex
- Melanargia duponti
- Melanargia electra
- Melanargia elvira
- Melanargia emma
- Melanargia epanopides
- Melanargia epanops
- Melanargia epimede
- Melanargia erilda
- Melanargia escorialensis
- Melanargia essonsakaria
- Melanargia eudaemonia
- Melanargia evartianae
- Melanargia exiliterpica
- Melanargia extensa
- Melanargia exteriusocellata
- Melanargia extrema
- Melanargia falvescens
- Melanargia fasciata
- Melanargia fathme
- Melanargia fergana
- Melanargia ferruginea
- Melanargia flava
- Melanargia flavescens
- Melanargia flavina
- Melanargia florentina
- Melanargia florentinamonticola
- Melanargia florina
- Melanargia franzenaui
- Melanargia freyeri
- Melanargia fulvata
- Melanargia fumosa
- Melanargia fuscissima
- Melanargia gailardi
- Melanargia galathea
- Melanargia galatheaobscurior
- Melanargia galaxaera
- Melanargia galene
- Melanargia galenides
- Melanargia galeniformis
- Melanargia galenoides
- Melanargia galinthias
- Melanargia ganymedes
- Melanargia gattinara
- Melanargia gemellata
- Melanargia geresiana
- Melanargia gigantea
- Melanargia gnophos
- Melanargia goritiana
- Melanargia gratiani
- Melanargia grazianii
- Melanargia grisescens
- Melanargia grumi
- Melanargia hades
- Melanargia halimede
- Melanargia halimedina
- Melanargia hannibal
- Melanargia helalla
- Melanargia hengshanensis
- Melanargia henrike
- Melanargia herta
- Melanargia hertina
- Melanargia huebneri
- Melanargia hylata
- Melanargia illuminata
- Melanargia immaculata
- Melanargia ines
- Melanargia inglada
- Melanargia inocellata
- Melanargia iranica
- Melanargia ixora
- Melanargia jahandiezi
- Melanargia jalemus
- Melanargia japygia
- Melanargia japygiae
- Melanargia karabagi
- Melanargia koreargia
- Melanargia lachesis
- Melanargia lactea
- Melanargia laetepicta
- Melanargia larissa
- Melanargia leda
- Melanargia lepigrei
- Melanargia lesbina
- Melanargia leucogonia
- Melanargia leucomelas
- Melanargia limbata
- Melanargia liriope
- Melanargia lucasi
- Melanargia lucida
- Melanargia lugens
- Melanargia lundbladi
- Melanargia lutetiana
- Melanargia lydias
- Melanargia macronereus
- Melanargia macrosciritis
- Melanargia maculata
- Melanargia magnifica
- Melanargia malmediensis
- Melanargia mandjuriana
- Melanargia margena
- Melanargia maritima
- Melanargia massageta
- Melanargia maura
- Melanargia mauretanica
- Melanargia mauritanica
- Melanargia meade-waldoi
- Melanargia meda
- Melanargia medioitalica
- Melanargia melania
- Melanargia melanojapygia
- Melanargia melanophthalma
- Melanargia melanotica
- Melanargia menetriesi
- Melanargia meridionalis
- Melanargia microprocida
- Melanargia microsakaria
- Melanargia microsciritis
- Melanargia minima
- Melanargia minor
- Melanargia moghrebiana
- Melanargia monodi
- Melanargia montana
- Melanargia mosleyi
- Melanargia nacrea
- Melanargia nana
- Melanargia nemausiaca
- Melanargia nereine
- Melanargia nereus
- Melanargia nicoleti
- Melanargia niculescui
- Melanargia nigerrima
- Melanargia nigra-malmediensis
- Melanargia nigrescens
- Melanargia nigricans
- Melanargia nigrionereus
- Melanargia nigrita
- Melanargia nigrocellularis
- Melanargia njirdzhan
- Melanargia novemocellata
- Melanargia obscurior
- Melanargia occaecata
- Melanargia occitanica
- Melanargia ocellata
- Melanargia ochrea
- Melanargia ochreopicta
- Melanargia olaria
- Melanargia origo
- Melanargia palaestinensis
- Melanargia paludosa
- Melanargia panormitana
- Melanargia paquita
- Melanargia parce
- Melanargia pasiteles
- Melanargia pedemontii
- Melanargia pedenereine
- Melanargia pedenereus
- Melanargia pelagia
- Melanargia peninsulae
- Melanargia perlongata
- Melanargia persa
- Melanargia pherusa
- Melanargia planorum
- Melanargia plesaura
- Melanargia pluriocellata
- Melanargia posticecompleta
- Melanargia prieta
- Melanargia procida
- Melanargia pseudolucasi
- Melanargia pseudolugens
- Melanargia pseudoulbrichi
- Melanargia psyche
- Melanargia punctata
- Melanargia punctellata
- Melanargia pura
- Melanargia pygmeana
- Melanargia pyrenaica
- Melanargia quadriocellata
- Melanargia quasi-lugens
- Melanargia reducta
- Melanargia ruscinonensis
- Melanargia russiae
- Melanargia rutae
- Melanargia sagarraria
- Melanargia sakaria
- Melanargia salonicae
- Melanargia satnia
- Melanargia schawerdae
- Melanargia sciritis
- Melanargia scolis
- Melanargia semicaeca
- Melanargia semi-cataleuca
- Melanargia semigalene
- Melanargia semigalenides
- Melanargia semiixora
- Melanargia semiplesaura
- Melanargia semireducta
- Melanargia serena
- Melanargia sexoculata
- Melanargia sibillyna
- Melanargia sicula
- Melanargia subfalvescens
- Melanargia subflava
- Melanargia sublutescens
- Melanargia sulfurea
- Melanargia sulphurea
- Melanargia superocellata
- Melanargia suwarovius
- Melanargia syllius
- Melanargia sylvia
- Melanargia symaithis
- Melanargia syntelia
- Melanargia syracusia
- Melanargia syriaca
- Melanargia tapaishanensis
- Melanargia taurica
- Melanargia teneates
- Melanargia tenebrogigas
- Melanargia tenebronana
- Melanargia tenebrosa
- Melanargia tenuimarginata
- Melanargia thetis
- Melanargia titania
- Melanargia titea
- Melanargia tithea
- Melanargia tornusdijuncta
- Melanargia transcaspica
- Melanargia trimouleti
- Melanargia tsinica
- Melanargia turatii
- Melanargia turica
- Melanargia typhla
- Melanargia ulbrichi
- Melanargia wageneri
- Melanargia valentini
- Melanargia walleseri
- Melanargia weigoldi
- Melanargia wenchowensis
- Melanargia vidua
- Melanargia wiskotti
- Melanargia vispardi
- Melanargia vitrimontis
- Melanargia vocontia
- Melanargia xantonica
- Melanargia xenia
- Melanargia yalongensis
- Melanargia yunnana
- Melanargia zobeli